# Young Leosia
Young Leosia, dawniej Sara, właśc. Sara Leokadia Sudoł (ur. 13 sierpnia 1998 w Szczecinie) – polska piosenkarka, raperka, autorka tekstów, realizatorka dźwięku oraz DJ-ka.

## Życiorys

### Edukacja
Była uczennicą IX Liceum Ogólnokształcącego im. Bohaterów Monte Cassino w Szczecinie. W młodości uczęszczała na lekcje hip-hopu i dancehall. Jest absolwentką Szkoły Piosenki Elżbiety Zapendowskiej. Zdała również państwowy egzamin z realizacji dźwięku.

### Kariera muzyczna

#### Początki
Grała jako DJ-ka w klubach, takich jak m.in. Prozak 2.0, Miłość Kredytowa, Mewa Towarzyska czy Newonce Bar. Pierwsze piosenki nagrała w 2015 pod pseudonimem Sara. 6 sierpnia 2020 zadebiutowała z singlem „Wyspy”, który jednak przeszedł niezauważony, podobnie jak kolejny – „Zakochałam się, ale zryłeś”, który nagrała z zespołem B24.

#### Internaziomale i współpraca z Żabsonem (2020–2022)
16 października 2020 wraz z Żabsonem, Beteo i Boruccim wydała singiel „Ulala”, który dostał się na polskie streamingowe listy przebojów Apple Music, iTunes i Spotify. W tym samym roku zaśpiewała gościnnie w utworze rapera Nik Tendo „Loyal”, który był wysoko notowany na czeskich i słowackich listach przebojów.
Największą popularność zyskała w 2021 dzięki singlowi „Szklanki”, który dostał się na szczyt polskiej listy Apple Music oraz Spotify. Do utworu nakręciła teledysk, który do września 2021 został obejrzany ponad 32 mln razy w serwisie YouTube. W czerwcu zagrała główną rolę w teledysku Maty do utworu „Kiss cam (podryw roku)”. 6 sierpnia wydała singiel Jungle Girl, który nagrała we współpracy z Żabsonem. Piosenka znalazła się na jej debiutanckim albumie pt. Hulanki, który został wydany 23 września nakładem wytwórni Internaziomale. Dzień po premierze płyty opublikowała teledysk do utworu „Baila Ella”, który w ciągu miesiąca od premiery przekroczył 8 mln wyświetleń w serwisie YouTube.
W duecie z Matą, występującym pod pseudonimem Skute Bobo, nagrała maxi singel pt. „#fundacja420” zawierający utwory „Cicho”, „Wyspa nadziei” oraz „KC”.

#### Baila Ella Records (od 2022)
20 listopada zapowiedziała wydarzenie Baila Ella by Young Leosia: First Night Out, wraz z cyklem imprez organizowanych przez Baila Ella. 25 listopada wydała singiel „Crowd” własnym nakładem, tym samym kończąc współpracę z Żabsonem i odchodząc z wytwórni Internaziomale. Wcześniej pojawiła się w roli gościa specjalnego na wydarzeniu Club2020: Początek, co sugerowało dalszą współpracę z kolektywem wydawniczym 2020. Wzięła udział w projekcie Club2020, w ramach którego udzieliła się w utworach: „Malibu Barbie” (swoje partie nagrali też raperzy: Taco Hemingway, Otsochodzi, Oki, Dwa Sławy i Gruby Mielzky), „Cypher2022” (w nagraniach wzięli udział również: Taco Hemingway, Oki, Otsochodzi, Young Igi, Łajzol, Gruby Mielzky, Hałastra, Kukon, Dwa Sławy, CatchUp, Margaret, schafter, Dziarma, Szczyl, Miły ATZ) i „No weź” (z Okim, Taco Hemingwayem i Young Igi), które zostały opublikowane w styczniu i lutym 2023.
W międzyczasie do jej wytwórni dołączyła raperka Bambi (była hypemanka Sary). Young Leosia zagrała rolę w teledysku do singla „IRL” autorstwa Bambi, opublikowanym 10 lutego 2023. W styczniu 2024 jej nową koncertową Hypemanką została Zuziula.

## Dyskografia

### Albumy
| Rok  | Dane dot. albumu                                                                                           | Pozycja na liście | Certyfikat              | Sprzedaż       |
| Rok  | Dane dot. albumu                                                                                           | POL               | Certyfikat              | Sprzedaż       |
| ---- | --- | ----------------- | ----------------------- | -------------- |
| 2024 | Atmosfera - Wydany: 24 października 2024 - Wytwórnia: BE Records - Format: CD, digital download, streaming | 3                 | - ZPAV: platynowa płyta | - POL: 30 000+ |

### Minialbumy
| Rok  | Dane dot. minialbumu                                                                                                | Pozycja na liście | Certyfikat                 | Sprzedaż       |
| Rok  | Dane dot. minialbumu                                                                                                | POL               | Certyfikat                 | Sprzedaż       |
| ---- | --- | ----------------- | -------------------------- | -------------- |
| 2021 | Hulanki - Wydany: 23 września 2021 - Wytwórnia: Internaziomale - Format: CD, digital download, streaming            | 1                 | - ZPAV: 2× platynowa płyta | - POL: 60 000+ |
| 2024 | PG$ (oraz bambi; jako PG$) - Wydany: 7 marca 2024 - Wytwórnia: BE Records - Format: CD, digital download, streaming | 2                 | - ZPAV: 3× platynowa płyta | - POL: 90 000+ |

### Single
Jako główna artystka
| Rok                                                       | Tytuł                                                                                 | Najwyższe pozycje na listach | Najwyższe pozycje na listach | Najwyższe pozycje na listach | Najwyższe pozycje na listach | Najwyższe pozycje na listach | Najwyższe pozycje na listach | Najwyższe pozycje na listach | Najwyższe pozycje na listach | Najwyższe pozycje na listach | Certyfikat                 | Album                      |
| Rok                                                       | Tytuł                                                                                 | POL                          | POL                          | POL                          | POL                          | BEL                          | CZE                          | DNK                          | IRE                          | NLD                          | Certyfikat                 | Album                      |
| Rok                                                       | Tytuł                                                                                 | AirPlay                      | Apple Music                  | Spotify                      | iTunes                       | iTunes                       | iTunes                       | iTunes                       | iTunes                       | iTunes                       | Certyfikat                 | Album                      |
| --------------------------------------------------------- | ------------------------------------------------------------------------------------- | ---------------------------- | ---------------------------- | ---------------------------- | ---------------------------- | ---------------------------- | ---------------------------- | ---------------------------- | ---------------------------- | ---------------------------- | -------------------------- | -------------------------- |
| 2020                                                      | „Wyspy”                                                                               | –                            | 66                           | –                            | 19                           | –                            | –                            | –                            | –                            | –                            | - ZPAV: złota płyta        | Hulanki                    |
| 2020                                                      | „Zakochałam się, ale zryłeś” (oraz B24)                                               | –                            | –                            | –                            | –                            | –                            | –                            | –                            | –                            | –                            |                            | Sezon 01                   |
| 2020                                                      | „Ulala” (oraz Żabson i Beteo, gośc. Borucci)                                          | –                            | 90                           | 10                           | 64                           | –                            | –                            | –                            | –                            | –                            | - ZPAV: platynowa płyta    | Ziomalski Mixtape          |
| 2021                                                      | „Szklanki”                                                                            | –                            | 4                            | 1                            | 4                            | –                            | –                            | –                            | 41                           | 135                          | - ZPAV: 4× platynowa płyta | Hulanki                    |
| 2021                                                      | „Jungle Girl” (gościnnie: Żabson)                                                     | –                            | 2                            | 1                            | 5                            | –                            | 16                           | 43                           | –                            | –                            | - ZPAV: diamentowa płyta   | Hulanki                    |
| 2021                                                      | „Baila Ella”                                                                          | –                            | –                            | –                            | –                            | –                            | –                            | –                            | –                            | –                            | - ZPAV: 2× platynowa płyta | Hulanki                    |
| 2022                                                      | „Piątek wieczór” (oraz Jacuś)                                                         | –                            | 11                           | 6                            | 14                           | –                            | –                            | –                            | –                            | –                            | - ZPAV: platynowa płyta    | Prezes                     |
| 2022                                                      | „Boję się kochać” (oraz Smolasty)                                                     | 35                           | 21                           | 18                           | 6                            | 100                          | –                            | –                            | –                            | –                            | - ZPAV: 4× platynowa płyta | Almost Goat                |
| 2022                                                      | „#Fundacja420” „Wyspa nadziei” / „Cicho” / „KC” (w duecie Young Leosia ze Skute Bobo) | – / – / –                    | 111 / 135 / 146              | 141 / – / 176                | – / – / –                    | – / – / –                    | – / – / –                    | – / – / –                    | – / – / –                    | – / – / –                    |                            | –                          |
| 2022                                                      | „Rok Tygrysa”                                                                         | –                            | 54                           | 116                          | –                            | –                            | –                            | –                            | –                            | –                            | - ZPAV: złota płyta        | –                          |
| 2022                                                      | „Crowd”                                                                               | –                            | –                            | –                            | –                            | –                            | –                            | –                            | –                            | –                            |                            | –                          |
| 2023                                                      | „Shoot” (oraz Meggie)                                                                 | –                            | –                            | –                            | –                            | –                            | –                            | –                            | –                            | –                            |                            | –                          |
| 2023                                                      | „Jeden dzień”                                                                         | –                            | –                            | –                            | –                            | –                            | –                            | –                            | –                            | –                            |                            | –                          |
| 2023                                                      | „Kici meow” (oraz ReTo)                                                               | –                            | –                            | –                            | –                            | –                            | –                            | –                            | –                            | –                            |                            | –                          |
| 2023                                                      | „Nie wiem o co chodzi”                                                                | –                            | –                            | –                            | –                            | –                            | –                            | –                            | –                            | –                            |                            | –                          |
| 2023                                                      | „BFF” (oraz bambi, jako PG$)                                                          | 66                           | 4                            | 1                            | 7                            | –                            | –                            | –                            | –                            | 2                            | - ZPAV: diamentowa płyta   | PG$                        |
| 2023                                                      | „Lepszy model, ale to UK garage” (oraz młody klakson, Mr. Polska, Kasia Klich)        | –                            | –                            | –                            | –                            | –                            | –                            | –                            | –                            | –                            |                            | –                          |
| 2023                                                      | „Cringowy Lovesong”                                                                   | 277                          | 37                           | 26                           | 35                           | –                            | –                            | –                            | –                            | –                            | - ZPAV: platynowa płyta    | Atmosfera                  |
| 2023                                                      | „Skippers” (oraz bambi, Janusz Walczuk, Waima)                                        | –                            | 112                          | 39                           | 46                           | –                            | –                            | –                            | –                            | –                            | - ZPAV: złota płyta        | –                          |
| 2024                                                      | „Lecę bo chcę” (oraz Deemz, bambi, Kizo, Waima)                                       | –                            | 22                           | 2                            | 8                            | –                            | –                            | –                            | –                            | 11                           | - ZPAV: 3× platynowa płyta | –                          |
| 2024                                                      | „Sobota wieczór” (gośc. Jacuś)                                                        | –                            | 36                           | 3                            | 13                           | –                            | –                            | –                            | –                            | –                            | - ZPAV: 3× platynowa płyta | Atmosfera                  |
| 2024                                                      | „Noc Aniołów”                                                                         | 349                          | 40                           | 7                            | 16                           | –                            | –                            | –                            | –                            | –                            | - ZPAV: platynowa płyta    | Atmosfera                  |
| 2024                                                      | „Nie gadam z nikim dzisiaj” (oraz Duszyn)                                             | –                            | –                            | –                            | –                            | –                            | –                            | –                            | –                            | –                            |                            | Def Jam World Tour: BERLIN |
| 2024                                                      | „Złoty piasek / Delay”                                                                | – / –                        | – / –                        | 53 / 150                     | – / –                        | – / –                        | – / –                        | – / –                        | – / –                        | – / –                        |                            | Atmosfera                  |
| 2024                                                      | „Dobra Robota” (oraz bambi, Janusz Walczuk, Waima)                                    | –                            | –                            | –                            | –                            | –                            | –                            | –                            | –                            | –                            |                            | –                          |
| 2025                                                      | „Różowe diamenty”                                                                     | –                            | 29                           | 5                            | 9                            | –                            | –                            | –                            | –                            | –                            |                            | –                          |
| 2025                                                      | „Więcej miejsca” (oraz Tede)                                                          | –                            | –                            | –                            | –                            | –                            | –                            | –                            | –                            | –                            |                            | Vox Veritatis              |
| „–” oznacza, że singiel nie był notowany na danej liście. |                                                                                       |                              |                              |                              |                              |                              |                              |                              |                              |                              |                            |                            |

### Inne notowane lub certyfikowane utwory
| Rok                                                       | Tytuł                                               | Najwyższe pozycje na listach | Najwyższe pozycje na listach | Najwyższe pozycje na listach | Najwyższe pozycje na listach | Najwyższe pozycje na listach | Najwyższe pozycje na listach | Najwyższe pozycje na listach | Najwyższe pozycje na listach | Najwyższe pozycje na listach | Najwyższe pozycje na listach | Najwyższe pozycje na listach | Najwyższe pozycje na listach | Najwyższe pozycje na listach | Najwyższe pozycje na listach | Najwyższe pozycje na listach | Certyfikat              | Album   |
| Rok                                                       | Tytuł                                               | POL                          | POL                          | POL                          | FI                           | DE                           | SE                           | CZE                          | CZE                          | CZE                          | CZE                          | CZE                          | SVK                          | SVK                          | SVK                          | SVK                          | Certyfikat              | Album   |
| Rok                                                       | Tytuł                                               | Spotify                      | Apple Music                  | iTunes                       | iTunes                       | iTunes                       | iTunes                       | Dig. 100                     | Dig. 50                      | Apple Music                  | Spotify                      | iTunes                       | Dig. 100                     | Dig. 50                      | Apple Music                  | Spotify                      | Certyfikat              | Album   |
| --------------------------------------------------------- | --------------------------------------------------- | ---------------------------- | ---------------------------- | ---------------------------- | ---------------------------- | ---------------------------- | ---------------------------- | ---------------------------- | ---------------------------- | ---------------------------- | ---------------------------- | ---------------------------- | ---------------------------- | ---------------------------- | ---------------------------- | ---------------------------- | ----------------------- | ------- |
| 2020                                                      | „Loyal” (Nik Tendo, gośc. Young Leosia, Robin Zoot) | –                            | –                            | –                            | –                            | –                            | –                            | 5                            | 3                            | 5                            | 4                            | 25                           | 9                            | 7                            | 8                            | 8                            |                         | Lunazar |
| 2021                                                      | „Stonerki” (gośc. Oliwka Brazil)                    | 12                           | 21                           | 22                           | –                            | –                            | 55                           | –                            | –                            | –                            | –                            | –                            | –                            | –                            | –                            | –                            | - ZPAV: platynowa płyta | Hulanki |
| 2021                                                      | „Pościg”                                            | 54                           | 26                           | 92                           |                              | –                            | –                            | –                            | –                            | –                            | –                            | –                            | –                            | –                            | –                            | –                            | - ZPAV: złota płyta     | Hulanki |
| 2024                                                      | „Deszcz pieniędzy” (Zeamsone; gośc. Young Leosia)   | 69                           | 47                           | 66                           | –                            | –                            | –                            | –                            | –                            | –                            | –                            | –                            | –                            | –                            | –                            | –                            | - ZPAV: złota płyta     | Wirtuoz |
| „–” oznacza, że singiel nie był notowany na danej liście. |                                                     |                              |                              |                              |                              |                              |                              |                              |                              |                              |                              |                              |                              |                              |                              |                              |                         |         |

### Teledyski
| Tytuł                       | Rok                  | Reżyseria                  | Źr.                  |
| Jako główna artystka        | Jako główna artystka | Jako główna artystka       | Jako główna artystka |
| --------------------------- | -------------------- | -------------------------- | -------------------- |
| „List”                      | 2015                 | Maksymilian Chałupko       | [ 2 ]                |
| „Jedna godzina”             | 2015                 | Łukasz Krupa               | [ 81 ]               |
| „Trajektorie”               | 2016                 | Aspekt/ETR                 | [ 82 ]               |
| „Samoświadomość”            | 2016                 | Domofonia                  | [ 83 ]               |
| „Wyspy”                     | 2020                 | Żabson                     | [ 84 ]               |
| „Ulala”                     | 2020                 | Żabson                     | [ 85 ]               |
| „#Hot16Challenge2”          | 2020                 | Żabson                     | [ 86 ]               |
| „Szklanki”                  | 2021                 | Żabson                     | [ 19 ]               |
| „Jungle Girl”               | 2021                 | Żabson                     | [ 87 ]               |
| „Baila Ella”                | 2021                 | Wiktoria Maciuk (God.wifi) | [ 88 ]               |
| „Rok Tygrysa”               | 2022                 | Jakub Bors                 | [ 89 ]               |
| „CROWD”                     | 2022                 | Izaak Rodrigo Pereira      | [ 90 ]               |
| „Malibu Barbie”             | 2023                 | Mac Adamczak               | [ 91 ]               |
| „No weź” – wizualizacja     | 2023                 | Maciej Przężak             | [ 92 ]               |
| „Wszystko gra”              | 2023                 | Szerszeń                   | [ 93 ]               |
| „A mówiłem Ci”              | 2023                 | Szerszeń                   | [ 94 ]               |
| „Candy Flip”                | 2023                 | Szerszeń                   | [ 95 ]               |
| „Zadzwonię później”         | 2023                 | Szerszeń                   | [ 96 ]               |
| „Jeden dzień”               | 2023                 | Mac Adamczak               | [ 97 ]               |
| „Nie wiem o co chodzi”      | 2023                 | Karol Znicz                | [ 98 ]               |
| „BFF”                       | 2023                 | Karol Znicz                | [ 99 ]               |
| „Cringowy Lovesong”         | 2023                 | Dominik Cebula             | [ 100 ]              |
| „NIE OTWIERAJ DRZWI”        | 2023                 | Karol Znicz, Camera Wizard | [ 101 ]              |
| „Skippers”                  | 2023                 | Karol Znicz                | [ 102 ]              |
| „PG$”                       | 2024                 | Karol Znicz                | [ 103 ]              |
| „SOBOTA WIECZÓR”            | 2024                 | Jacuś, Karol Znicz         | [ 104 ]              |
| „Noc Aniołów”               | 2024                 | Dominik Cebula             | [ 105 ]              |
| „Nie Gadam Z Nikim Dzisiaj” | 2024                 | Hien Dinh, Oskar Karpiński | [ 106 ]              |
| „Złoty piasek”              | 2024                 | Karol Znicz                | [ 107 ]              |
| „Delay”                     | 2024                 | Karol Znicz                | [ 108 ]              |
| „Różowe diamenty”           | 2025                 | Dominik Cebula             | [ 109 ]              |
| Pozostałe                   |                      |                            |                      |
| „Loyal”                     | 2020                 | Andreas Gold               | [ 110 ]              |
| „Kiss cam (podryw roku)”    | 2021                 | Nastazja Gonera            | [ 111 ]              |
| „IRL”                       | 2023                 | unkn0wn.rec                | [ 112 ]              |
| „z ziomalem”                | 2024                 | xawito                     | [ 113 ]              |

## Nagrody i nominacje
| Rok  | Konkurs              | Kategoria                 | Tytułem     | Rezultat   |
| ---- | -------------------- | ------------------------- | ----------- | ---------- |
| 2020 | Plebiscyt Sanki 2021 | Raperka/Debiut            | całokształt | Finalistka |
| 2022 | Fryderyki 2022       | Fonograficzny Debiut Roku | całokształt | Nominacja  |
| 2022 | Fryderyki 2022       | Artystka Roku             | całokształt | Nominacja  |
| 2024 | Popkillery 2024      | Raperka Roku              | całokształt | Nominacja  |
| 2024 | Popkillery 2024      | Singiel Roku              | „BFF”       | Nominacja  |
| 2024 | Popkillery 2024      | Kooperacja Roku           | club2020    | [ 118 ]    |